# Чон Ин Джи
Чон Ин Джи (кор. 정인지, ханча 鄭麟趾; в другой транскрипции Чон Нин Джи, псевдоним — Хакёкчэ; 28 декабря 1396, Соксон — 26 ноября 1478) — корейский учёный и государственный деятель.

## Биография

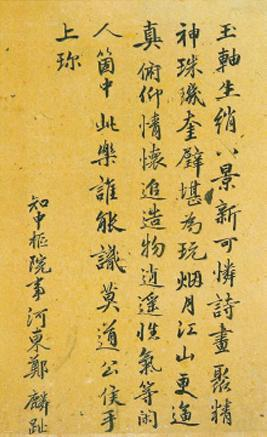

Родился в семье уездного правителя (янбана) в Соксоне, в провинции Кёнгидо. В правление вана Седжона (1419—1450) занимал видное положение в придворной академии Чипхёнджон («Павильон собрания мудрецов»).
Чон Ин Джи участвовал в создании национального алфавита «хангыль» в 1444—1446 годах. Был автором или соавтором многих исторических, политических и военных сочинений, написал ряд трудов по точным наукам. Автор «Истории Корё» (Корё са, 1451).
Был первым министром(ёныджон) в правление вана Седжо (1456—1468). Выступал против политики поощрения и распространения буддизма в Корее, за что был ваном Седжо отстранён от должностей и сослан в Пуё (Центральная Корея). При следующем ване вернулся в столицу и получил всеобщее признание.